# 愛心杯プロ囲棋戦
愛心杯プロ囲棋戦（あいしんはい-いきせん、愛心盃職業圍棋賽）は、台湾の囲碁の棋戦。2007年にLG杯世界棋王戦で周俊勲が優勝したことを契機に、囲碁発展のために創設された。
- 主催 台湾棋院
- 優勝賞金 12万元

台湾の棋士が参加。第3期は招待選手として、アマチュア4名と、中国のアマチュア2名が出場した。

## 方式
- トーナメント戦で実施。第2-4期決勝は三番勝負。
- コミは6目半。
- 持時間は、第1期は各10分、使い切ると30秒の秒読み。2期以降は各2時間、残り3分から秒読み、決勝は各3時間、残り5分から秒読み。

## 歴代優勝者と決勝戦
（左が優勝者）
1. 2007年 周俊勲 - 林至涵
2. 2008年 林書陽 2-0 張哲豪
3. 2009年 陳詩淵 2-0 蕭正浩
4. 2010年 林至涵 2-1 周俊勲
5. 2011年 蕭正浩 - 林修平